# Tabanus nigrofemoratus
Tabanus nigrofemoratus är en tvåvingeart som beskrevs av Krober 1929. Tabanus nigrofemoratus ingår i släktet Tabanus och familjen bromsar. Inga underarter finns listade i Catalogue of Life.